# Сан-Хосе-де-Майпо
Сан-Хосе-де-Майпо (исп. San José de Maipo) — город в Чили. Административный центр одноимённой коммуны. Население города — 5281 человек (2002). Город и коммуна входит в состав провинции Кордильера и Столичной области.

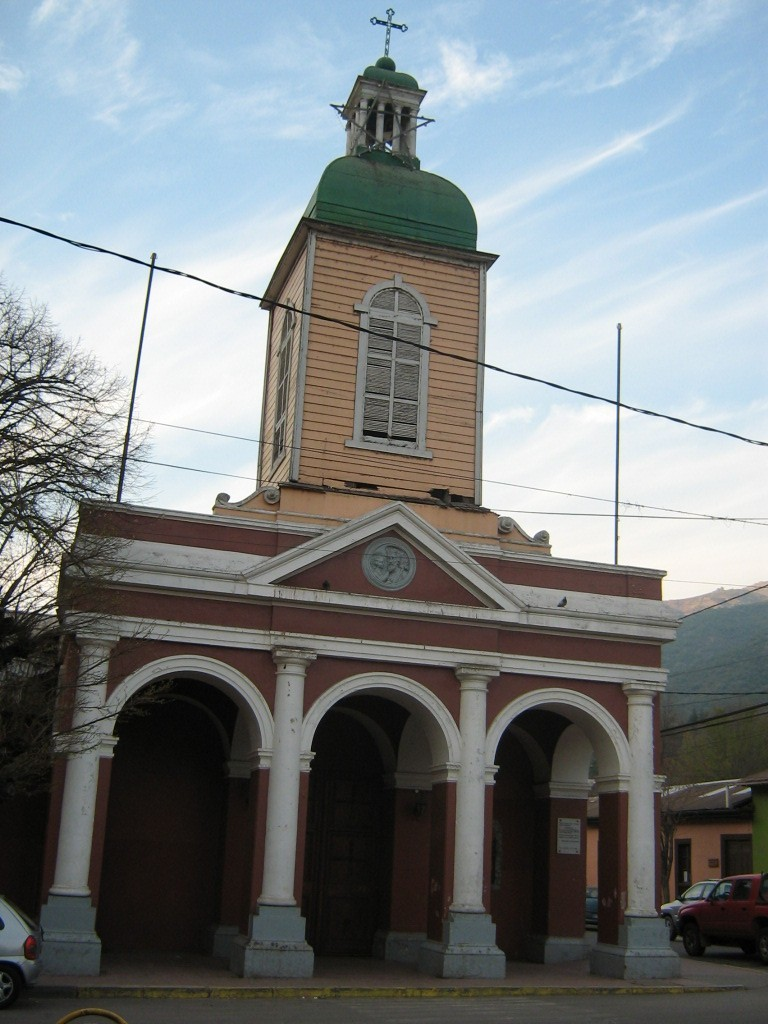
Приход Сан-Хосе-де-Майпо

Территория — 4994,8 км². Численность населения — 18 189 жителя (2017). Плотность населения — 3,64 чел./км².

## Расположение
Город расположен в 33 км на юго-восток от столицы Чили города Сантьяго.
Коммуна граничит:
- на севере — c коммуной Лос-Андес
- на востоке — с провинцией Сан-Хуан (Аргентина)
- на юго-западе — c коммунами Мостасаль, Кодегуа, Мачали
- на западе — c коммунами Пирке, Пуэнте-Альто
- на северо-западе — c провинцией Сантьяго

## Демография
Согласно сведениям, собранным в ходе переписи 2017 г. Национальным институтом статистики (INE),  население коммуны составляет:
| Полное население                          | Полное население                          | Полное население                          | Полное население                          | Полное население                          | 18 189 |
| ----------------------------------------- | ----------------------------------------- | ----------------------------------------- | ----------------------------------------- | ----------------------------------------- | ------ |
| в том числе:                              | Городское население                       | 11 208                                    | Процент городского населения, %           | 61,62                                     |        |
|                                           | Сельское население                        | 6 981                                     | Процент сельского населения, %            | 38,38                                     |        |
|                                           | Мужское население                         | 9 861                                     | Процент мужского населения, %             | 54,21                                     |        |
|                                           | Женское население                         | 8 328                                     | Процент женского населения, %             | 45,79                                     |        |
| Плотность населения, чел./км²             | Плотность населения, чел./км²             | Плотность населения, чел./км²             | Плотность населения, чел./км²             | Плотность населения, чел./км²             | 3,64   |
| Население коммуны в % к населению области | Население коммуны в % к населению области | Население коммуны в % к населению области | Население коммуны в % к населению области | Население коммуны в % к населению области | 0,26   |

| Динамика изменения населения коммуны | Динамика изменения населения коммуны | Динамика изменения населения коммуны | Динамика изменения населения коммуны |
| ------------------------------------ | ------------------------------------ | ------------------------------------ | ------------------------------------ |
| 1992                                 | 2002                                 | 2012                                 | 2017                                 |
| 11 646                               | 13 376▲                              | 14 464▲                              | 18 189▲                              |

## Важнейшие населенные пункты[4]
| №  | Населённый пункт       | Населённый пункт (исп.) | Категория | Население чел. (2002) | На карте                        |
| -- | ---------------------- | ----------------------- | --------- | --------------------- | ------------------------------- |
| 1  | Сан-Хосе-де-Майпо      | San José de Maipo       | город     | 5281                  | 33°38′25″ ю. ш. 70°21′10″ з. д. |
| 2  | Ла-Обра-Лас-Вертьентес | La Obra-Las Vertientes  | город     | 2477                  | 33°35′18″ ю. ш. 70°28′06″ з. д. |
| 3  | Сан-Альфонсо           | San Alfonso             | поселок   | 1348                  | 33°43′43″ ю. ш. 70°19′03″ з. д. |
| 4  | Эль-Мансано            | El Manzano              | поселок   | 850                   | 33°35′13″ ю. ш. 70°23′42″ з. д. |
| 5  | Сан-Габриэль-Больенар  | San Gabriel-Bollenar    | поселок   | 687                   | 33°46′56″ ю. ш. 70°14′21″ з. д. |
| 6  | Эль-Гуаякан            | El Guayacán             | поселок   | 465                   | 33°36′19″ ю. ш. 70°21′06″ з. д. |
| 7  | Эль-Инхенио            | El Ingenio              | поселок   | 205                   | 33°45′59″ ю. ш. 70°16′42″ з. д. |
| 8  | Лас-Араньяс            | Las Arañas              | поселок   | 184                   | 33°39′20″ ю. ш. 70°20′44″ з. д. |
| 9  | Лос-Майтенес           | Los Maitenes            | поселок   | 149                   | 33°32′07″ ю. ш. 70°15′50″ з. д. |
| 10 | Сан-Хосе-Альто         | San José Alto           | поселок   | 128                   | 33°39′50″ ю. ш. 70°21′05″ з. д. |
| 11 | Эль-Альфальфаль        | El Alfalfal             | поселок   | 98                    | 33°30′16″ ю. ш. 70°11′52″ з. д. |
| 12 | Пуэнте-Эль-Мансано     | Puente El Manzano       | поселок   | 88                    | 33°34′51″ ю. ш. 70°24′39″ з. д. |
| 13 | Эль-Волькан            | El Volcán               | поселок   | 52                    | 33°48′53″ ю. ш. 70°10′04″ з. д. |